# Antonio Villamor
Antonio Villamor est un ancien joueur philippin de basket-ball.